# آلبرتو فرناندز ده دلا پوئبلا
آلبرتو فرناندز ده دلا پوئبلا (اسپانیایی: Alberto Fernández de la Puebla‎؛ زادهٔ ۱۷ سپتامبر ۱۹۸۴) دوچرخه‌سوار اهل اسپانیا است. وی در مسابقات جیرو دیتالیا شرکت کرده است.